# Однозарядний пістолет Remington Rider
Однозарядний пістолет Remington-Rider Derringer Parlor Pistol випускали Е. Ремінгтон та Сини в період з 1860 по 1863 роки. Було випущено лише дві сотні одиниць.

## Опис
Це пістолет .17 (4,3 мм) калібру, з латунним стволом довжиною три дюйми (7,6 см), з затвором, що складається з двох частин, з латунним руків'ям, з обробкою сріблом. На пістолетах немає серійних номерів або міток на стволі. На даний час відомо про 40 оригінальних екземплярів, в тому числі два прототипи та кілька більших екземплярів цієї моделі.
Це найменший з пістолетів Remington. Виробництво тривало лише три роки; загалом було випущено приблизно двісті одиниць. З пістолета не можна стріляти набоями з пороховими зарядами, проте куля калібру 4,3 мм могла рухатися з великою швидкістю лише за допомогою ударного капсуля.
13 вересня 1859 року Джозеф Райдер отримав патент 25,470 на пістолет Remington-Rider; на честь цього на лівому боці стволу було нанесено штамп RIDER'S PT.  SEPT 13, 1859.  Рамку, руків'я та 3-дюймовий ствол повністю виготовляли з латуні шляхом лиття у піщану форму. Деякі відомі екземпляри мали бронзову або срібну обробку; на деяких нанесено гравірування. Відомо лише про один пістолет з нарізним стволом; крім того унікальним його робить велика кількість гравірувань, написів та дат.

## Призначення
Ці невеликі пістолети представляли собою галерейну зброю і не підходили для самозахисту. Їх розробили для використання з ударним капсулем та свинцевим дробом без пороху. Є два види затворів, вони приблизно однаково використовувалися при виробництві пістолетів; усі відомі прототипи мають затвор, що вкладається з однієї частини, у них відсутня кришка, яка має прикривати капсуль, а важіль замикання досить короткий. Ходили чутки, що ними користувалися шпигуни. Модель з затвором, що складався з двох частин мала конус для утримання капсуля, кришку для захисту від вибуху капсуля та довший важіль.